# مسابقات جهانی ژیمناستیک ریتمیک ۱۹۸۳

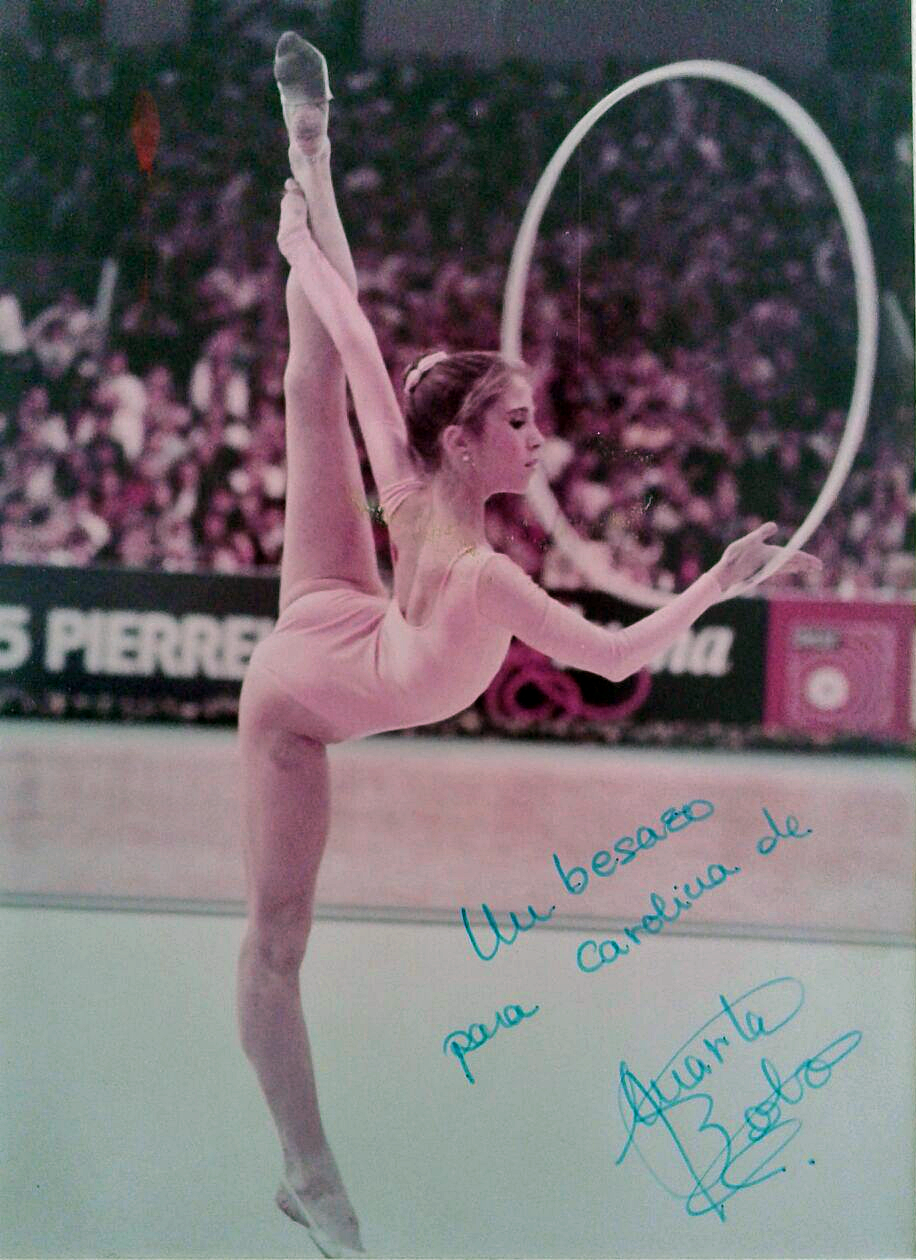
شرکت کننده ای در مسابقات جهانی ژیمناستیک ریتمیک ۱۹۸۳

مسابقات جهانی ژیمناستیک ریتمیک ۱۹۸۳ یازدهمین دوره مسابقات جهانی ژیمناستیک ریتمیک است که در استراسبورگ، فرانسه از ۱۰ تا ۱۱ نوامبر ۱۹۸۳ میلادی برگزار شده‌است.

## کشورهای شرکت کننده
۹۲ ورزشکار از ۳۳ کشور - استرالیا, اتریش, بلژیک, برزیل, بلغارستان, کانادا, چین, کوبا, قبرس, چکسلواکی, دانمارک, جمهوری دمکراتیک آلمان, فنلاند, فرانسه, مجارستان, اسرائیل, ایتالیا, ژاپن, هلند, نیوزیلند, کره شمالی, نروژ, لهستان, پرتغال, رومانی, اسپانیا, سوئد, سوئیس, بریتانیا, ایالات متحده آمریکا, شوروی, آلمان غربی و یوگسلاوی

## جدول مدال‌ها
| رتبه | کشورها    | طلا | نقره | برنز | مجموع |
| ۱    | بلغارستان | ۷   | ۲    | ۵    | ۱۴    |
| ۲    | شوروی     | ۲   | ۳    | ۲    | ۷     |
| ۳    | کره شمالی | ۰   | ۰    | ۱    | ۱     |